# ニューデリー・メタロベータラクタマーゼ
ニューデリー・メタロベータラクタマーゼ（英語: New Delhi metallo-beta-lactamase、略称NDM-1）は2007年に発見され、2008年1月に同定された細菌の新型酵素である。イミペネムなどの抗生物質を分解するため、耐性菌の原因となる。メタロβ-ラクタマーゼ産生株自体は最早珍しいものではないが、NDM-1が警戒されているのは、緑膿菌やアシネトバクターではなく、ヒトの腸管に定着しやすい大腸菌や肺炎桿菌において多く見つかる点からである。この酵素を持つ細菌の総称としても用いられている。

## 概要
欧米での幅広い報道は、ランセット感染症誌オンライン版2010年8月11日号にイギリス・インドで感染が広がっている状況と、ほとんどの抗生物質に耐性を持つことが報道されてから始まった。その後パキスタンでの交通事故後帰国したベルギー人が、この病気に効くと言われるコリスチンの投与にもかかわらず6月に死亡したことが判明し、日本でも大きく報道された。
この酵素を持つほとんどの細菌では、各種の抗生物質による治療が効かないばかりでなく、多剤耐性菌の治療の切り札だったカルバペネム系抗生物質に対する耐性をもつ。そのため、これが広がると「抗生物質が存在しない（細菌治療が困難な戦前の）時代」に戻るのではないかと恐れられている（それに対して「恐れるほどではない」という意見もある。）
ペニシリンやセフェム系薬のみならず、カルバペネムなどほぼ全てのβ-ラクタム系抗生物質や、フルオロキノロン系、アミノ配糖体（アミノグルシド）系など広範囲の抗生物質に耐性を持つ。
チゲサイクリン（日本未承認）やコリスチン（承認取り消し後、2010年10月再承認）には、感受性を示す株が多い（効かない株もある）とされている。
酵素であるので細菌の種類によらず耐性化させる。この酵素の遺伝子は、染色体DNAとは別に存在するプラスミドDNA上にあるので、他の細菌に水平伝播 する可能性がある。大腸菌、肺炎桿菌などでの感染報告がある。
現在院内感染で耐性菌問題の中心はアシネトバクターや緑膿菌などである。常在大腸菌に感染すると症状を見せない（不顕性感染）感染者が自覚のないまま行動し、院内感染のみならず市中感染の制御も困難になる。また院内感染などで他の病原性の強い菌や感染力の強い菌がNDM-1を持つ（水平伝播）と、新型インフルエンザ以上の社会問題になる可能性が考えられる。
インド、パキスタンなどで広がっていた（インドの1つの病院に22人の患者がいるという報道がある）が、安価な整形手術などを受けるために渡航する（「医療ツーリズム」）患者や交通事故の患者などを中心としてアメリカ、イギリス、カナダ、オーストラリア（各国数人から数十人）、ベルギー、モンテネグロなどで広がっており少なくとも170人以上の感染者がいることが確認されている。
モンテネグロ（旧ユーゴスラビアの一部）で感染した患者はコリスチンで回復した。しかしベルギー人はブリュッセルの病院でコリスチン使用したが効果がなく死亡した。
国立感染症研究所の荒川宜親細菌第2部長は「インド・パキスタン方面で治療を受け、熱が続いたり、傷の治りが遅い場合すぐに受診して欲しい」とアドバイスしている。ランセットも対策を呼びかけている。（英国の保健医療制度 (NHS) は弱く、特に院内感染がとても多いという。感染が広がりやすい懸念がある。）

### 日本
獨協医科大学病院で、2009年4月から入院していたインド帰りの50代の日本人男性に国内初の感染が確認されたが、感染拡大はなく、男性も回復したので、2010年9月6日に記者会見で発表した。
同10月、国内2例目の感染がさいたま市民医療センターで確認され、市中感染だと推定された。
現在のところ、一般の人々が気をつけることは特にない。通常でも色々な菌による院内感染のおそれがあるので、お見舞いに子供を連れて行かない、むやみに病院に行かない、病院に行った後は手洗いうがいをしっかりする、などのエチケットを守ることが大切である。
危険性を考え受診の必要があるのは次の2つの場合である。
1. インド・パキスタンなどでケガや病気治療や手術をしたことがあり、帰国後、熱があったり傷の治りが遅い。
2. 感染症に弱い持病か体質があり、インド・パキスタンなどから帰国後、熱があったり傷の治りが遅い。

※ただし、病院によってはきちんと検査できない（しない）所も多いと思われる。（医師の知識・認識不足、酵素や遺伝子の検査が出来ない、健康保険の適用がはっきりしない、稀な病気の可能性を排除する診断技術、珍しい院内感染があると後の対処が大変である、など）
※「インド・パキスタン」隣接地域（地図上）・・ネパール、アフガニスタン、スリランカ（旧セイロン）、バングラデシュ、シッキム、ジャムカシミール、ミャンマー（旧ビルマ）、中国のチベット自治区、ディエゴガルシア島、ブータン、タジキスタン
※感染者がいることが確認された国・・インドとパキスタン（150人）、英国（70人）、ケニア（6人）、オーストラリア（5人）、米国（3人）、カナダ（3人）、フランス（2人）、オマーン（2人）、オーストリア（2人）、ベルギー（1人）、スウェーデン（1人）、ドイツ（1人）、日本（1人）、ケニア、他に香港にも疑い例
しかし他の細菌による院内感染や耐性結核菌などへの市中感染の危険性は常にあり、NDM-1以上の感染率、危険性があるものも複数あるので、注意が必要である。今後の調査で数人から数十人のNDM-1感染者が発見されることも考えられるが、全体の入院者、手術者に対する割合は非常に低いので冷静に対処することが望ましい。
特にインド・パキスタン方面からの帰国者のうちのNDM-1感染者は多く見積もっても1,000人に一人未満であると考えられるので、冷静な対処が望まれる。

#### 事前の警告
以前からメタロβ-ラクタマーゼ産生菌の問題は危惧されていた。例えば国立療養所東名古屋病院薬剤科は平成15年（2003年）1月の「DIニュース」で、「ペニシリン、セフェム系、カルバペネム系薬、β-ラクタマーゼ阻害薬も無効であり、緑膿菌や一部の腸内細菌にもみられる。アミノグリコシドやニューキノロン系薬にも同時に耐性を示すことが多い。日本でのメタロβ-ラクタマーゼ産生菌の分離頻度は数%であると推測されている。まだ少ないが現在のように安易に使用され続ければ、増加する可能性が危惧され、感染症治療が困難となってしまう」という内容を述べている。

#### 厚労省の対応
2010年8月20日の通知で、感染疑い例があった場合都道府県に対し国立感染症研究所への通報をするように要請するとともに、医療機関には院内感染対策をとり、海外渡航歴などを聴取することを求めた。
ニューデリー・メタロ-β-ラクタマーゼ１（NDM-1）産生多剤耐性菌について
2010年8月20日　厚生労働省健康局結核感染症課長　事務連絡
NDM-1産生多剤耐性菌について
厚生労働省・院内感染対策サーベイランス (JANIS)

## 医学的文献
1. NDM-1 型メタロ-β-ラクタマーゼを産生し多剤耐性を獲得した大腸菌や肺炎桿菌等に関する報告文献の概要（荒川宜親 2010年8月19日）
NDM-1産生多剤耐性菌について
Emergence of a new antibiotic resistance mechanism in India, Pakistan, and the UK: a molecular, biological, and epidemiological study.
The Lancet Infectious Diseases, early online publication, 11 Aug 2010 doi:10.1016/S1473-3099(10)70143-2
2. The latest threat in the war on antimicrobial resistance
The Lancet Infectious Diseases, Early Online Publication, 11 August 2010doi:10.1016/S1473-3099(10)70168-7
3. インドでの症例報告 (JAPI)（2010年3月）
New Delhi Metallo-β lactamase (NDM-1) in Enterobacteriaceae: Treatment options with Carbapenems Compromised
The Journal of the Association of Physicians of India, March 2010, Volume 58
4. 第1報 (AAC)（2009年12月）
Characterization of a New Metallo-β-Lactamase Gene, blaNDM-1, and a Novel Erythromycin Esterase Gene Carried on a Unique Genetic Structure in Klebsiella pneumoniae Sequence Type 14 from India
Antimicrobiral Agents and Chemotherapy, Dec. 2009, p. 5046–5054 Vol. 53, No. 12
0066-4804/09/$12.00 doi:10.1128/AAC.00774-09
5. CDCの感染症週報 (MMWR)（6月25日）
Detection of Enterobacteriaceae Isolates Carrying Metallo-Beta-Lactamase — United States, 2010
Morbidity and Mortality Weekly Report
June 25, 2010 / 59(24);750
6. WHOの報道発表（8月20日）（耐性菌のまん延に対する憂慮。2011年の総会のテーマにする）
WHO urges countries to take measures to combat antimicrobial resistance
WHO が抗菌薬耐性への対策を立てるよう各国に要請―抗菌薬耐性に注意
7. CIDRAPのまとめ（8月20日）（ミネソタ大学の権威ある感染症情報評価サイト）
Experts offer perspective on NDM-1 resistance threat
8. β-ラクタマーゼについて（日本ベクトン・ディッキンソンの解説、専門的で詳しい）
β-ラクタマーゼについて

## 初期報道（日本語）
- AFP：8月11日：薬剤耐性示す細菌の遺伝子、南アジアから世界に拡散の恐れ
- 共同：8月16日：新種の細菌感染で初の死者　ベルギー
- AFP：8月17日：薬剤耐性菌の感染で初の死亡確認、ベルギー人男性
- 時事：8月17日：強力な多剤耐性菌が拡散＝インド・パキスタンから－初の死者、監視訴え・国際チーム
- 朝日：8月17日：耐性菌、医療ツーリズムで？拡大　インドから欧州へ
- 読売：8月17日：抗生剤きかぬ「スーパー細菌」欧米猛威…印から？
- 「新型耐性菌、欧米で急増…ベルギーで死者」読売本紙夕刊1面5段抜き、白抜き題字、700字